# Golful Mirabello

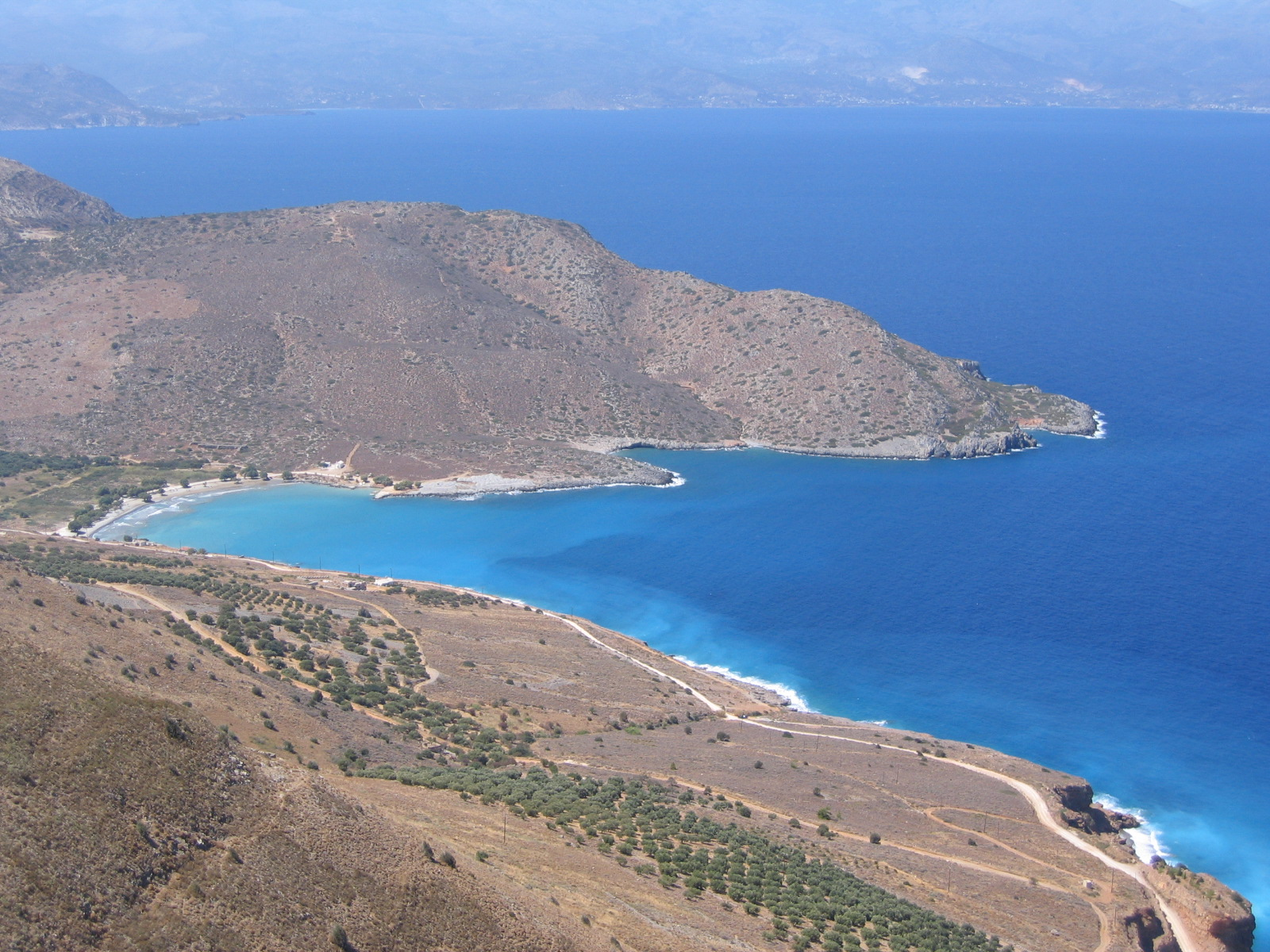
Golful Mirabello

Golful Mirabello este situat în Marea Egee, în nordul insulei Creta, Grecia. Un promontoriu îl separă de golful Sitias, la est. Pe malul golfului se găsesc așezările din perioada clasică Olonte și Lato; la Gourniasi pe insulițele Psira și Mokhlos sunt așezări din cultura minoică târzie (1600-1450 i.Hr.).